# Bombardier Married Pair
Bombardier Married Pairs sind einstöckige Reisezugwagen des Herstellers Bombardier, die auf der Marschbahn eingesetzt werden. Zwei Wagen sind jeweils zu einer nur in der Werkstatt trennbaren Einheit verbunden.

## Konzept
Im Rahmen der Ausschreibung neuer Fahrzeuge für den Einsatz auf der Marschbahn Hamburg – Westerland (Sylt) entwickelte Bombardier einen neuen Typ klimatisierter, niederfluriger Reisezugwagen. Als Besonderheit verfügt nur jeder zweite Wagen über eine Energieversorgungsanlage, welche jeweils den eigenen und einen Nachbarwagen versorgt, woraus sich der Name Married Pair ableitet. Vorgesehen war ein Einsatz in festen Einheiten, welche untereinander mit Schalenmuffenkupplungen verbunden sind und nur an den Endwagen herkömmliche Zug- und Stoßvorrichtungen mit Schraubenkupplungen aufweisen.
Die Einrichtung kann variabel nach Kundenwünschen erfolgen. Die Standardvariante sieht Großräume 1. und 2. Klasse sowie Mehrzweckabteile vor. Optionale Ausstattungsmerkmale sind Fahrkarten-, Snack- und Getränkeautomaten, Bistro-Bereiche und Anordnung und Anzahl der Toiletten.

## Beschaffung
Für den Einsatz auf der Marschbahn ab dem Fahrplanwechsel im Dezember 2005 beschaffte die Landesweite Verkehrsservicegesellschaft Schleswig-Holstein (LVS) als Aufgabenträger über das Leasingunternehmen HSH N Sylt-Express AB, eine Tochter der HSH Nordbank, 78 Wagen, welche dem neuen Betreiber, der Nord-Ostsee-Bahn (NOB), zur Verfügung gestellt wurden. Für den Einsatz auf dem InterConnex beschaffte die NOB auf eigene Rechnung zwei weitere, baugleiche 6-Wagen-Garnituren.
Im Juni 2012 wurde der Wagenpool ausgeschrieben, weil sich die Leasinggesellschaft aus dem Geschäft zurückziehen will. Das Land Schleswig-Holstein hat für diese Wagen eine Einsatzgarantie für ihre Restnutzungsdauer von 19 Jahren gegeben; deshalb muss der zukünftige Betreiber der Marschbahn den Leasingvertrag übernehmen. Inzwischen gehören die Wagengarnituren Paribus Capital, welche auch das Leasing der neuen, ab 2015 einzusetzenden Lokomotiven übernommen hat.
Alle Wagen sind als klimatisierte Großraumwagen ausgeführt. Sie verfügen über 2 Mitteleinstiege, welche mit Spaltüberbrückungen in 550 mm Höhe ausgestattet sind. Regulär erfolgt der Wendezugbetrieb mit dem Wire Train Bus (WTB), als Rückfallebene steht die zeitmultiplexe Wendezugsteuerung (ZWS) zur Verfügung. Für den zukünftigen Wendezugbetrieb mit den viermotorigen Diesellokomotiven der Baureihe 245.2 waren am Steuerwagen Anpassungen nötig, welche seit Anfang 2015 im Rahmen von Modernisierungsarbeiten sukzessive ausgeführt wurden. Für den schaffnerlosen Betrieb verfügen alle Wagen über die nötige Ausrüstung für das technikbasierte Abfertigungsverfahren (TAV), welche bisher jedoch nicht regulär genutzt wird. Die Fußbodenhöhe aller Wagen beträgt – wie auch die reguläre Bahnsteighöhe – 760 mm über Schienenoberkante. Innerhalb des kompletten Zuges ist ein stufenloser Durchgang möglich. Die Wagenübergänge werden durch Faltenbälge geschützt. Die Drehgestelle verfügen über eine Luftfederung und Radscheibenbremsen, jedes zweite Drehgestell außerdem über eine Magnetschienenbremse. Alle Fahrzeuge sind mit einer Notbremsüberbrückung nach UIC 541-5, Unterbauart NBÜ2004, ausgestattet.
Bisher (2017) wurden abgesehen von den 90 jetzt Paribus Capital gehörenden Fahrzeugen keine weiteren Married-Pair-Wagen gebaut.

### Endwagen ABpma

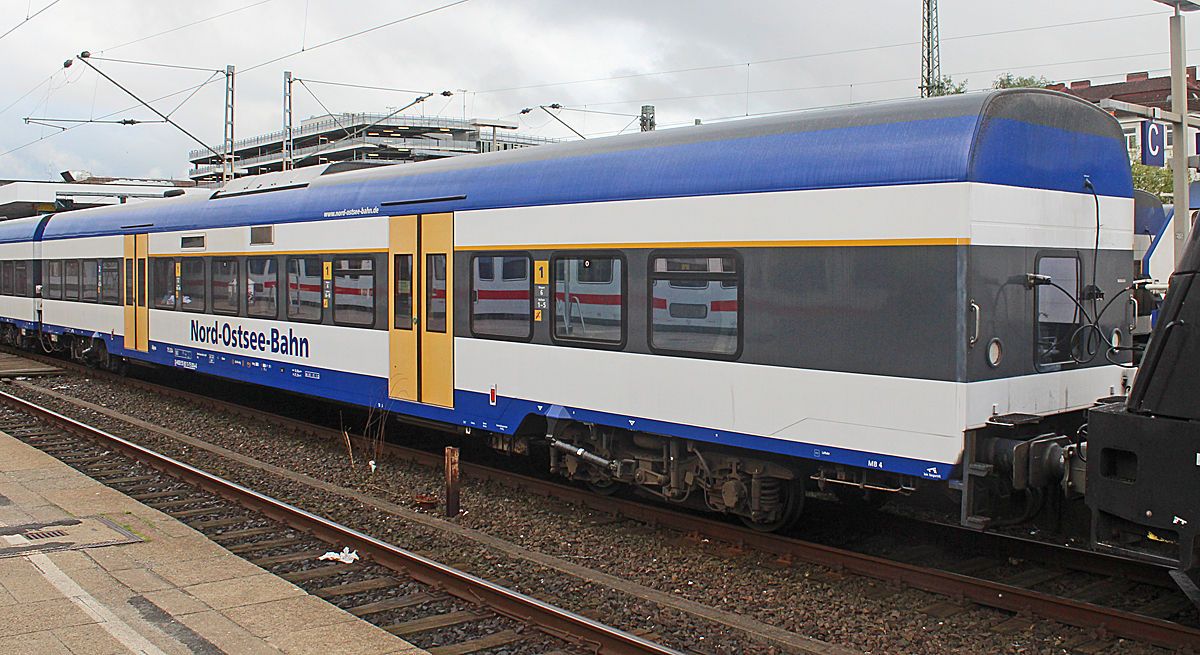
Ein ABpma im Einsatz beim Hamburg-Köln-Express (HKX)

Im mittleren Großraum sowie im Endgroßraum am Wagenende mit Schraubenkupplung ist die 1. Klasse untergebracht. Diese weist typischerweise eine Sitzanordnung mit dem Sitzteiler 2+1 auf. Ferner sind an den Vis-a-vis-Sitzgruppen Tische bzw. in Reihenbestuhlung Klapptische vorhanden. Lediglich die Sitzplätze in der 1. Klasse sind gegenwärtig mit Schuko-Steckdosen neben den Sitzplatzleuchten über den Köpfen der Fahrgäste ausgestattet. Der andere Endgroßraum gehört zur 2. Klasse. Des Weiteren ist ein Dienstabteil vorhanden, jedoch kein WC.

### Mittelwagen Bpmda
Alle 3 Großräumen verfügen über Sitzgruppen der 2. Klasse in Reihen- und Vis-a-vis-Anordnung. Bei Reihenbestuhlung sind an den Rückenlehnen Klapptische vorhanden. Der mittlere Großraum verfügt zudem über ein Mehrzweckabteil zum Transport von Fahrrädern und anderen Traglasten. Auch in diesem Wagen ist kein WC vorhanden.

### Mittelwagen Bpmdza

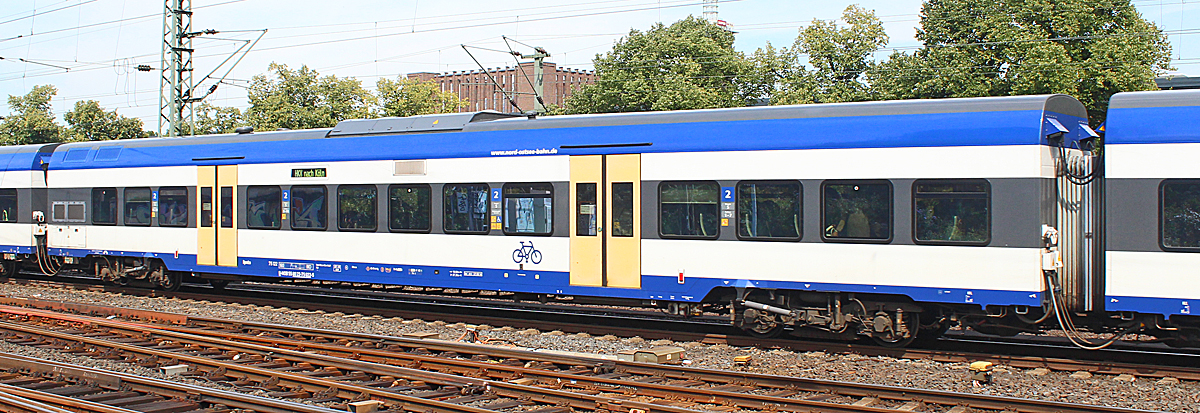
Versorgungswagen Bpmdza

Neben Großräumen der 2. Klasse sind ein Mehrzweckabteil für den Fahrradtransport und ein WC vorhanden. Durch das WC sowie die Geräteschränke reduziert sich die Sitzplatzzahl gegenüber dem Bpmda geringfügig.
Die eingebaute Energieversorgungsanlage ist darauf ausgelegt, neben dem eigenen Wagen einen weiteren Wagen zu versorgen. Zwischen den einzelnen Wagen finden sich entsprechende Versorgungsleitungen.

### Steuerwagen Bpmbdfa
Der Steuerwagen verfügt über zwei Endgroßräume mit Sitzbereichen der 2. Klasse sowie über ein Mehrzweckabteil mit Klappsitzen im mittleren Großraum. Der Steuerwagen ist behindertengerecht ausgeführt; die behindertengerechte Ausstattung umfasst einen Hublift und ein barrierefreies WC.

### Mögliche Wagenreihungen

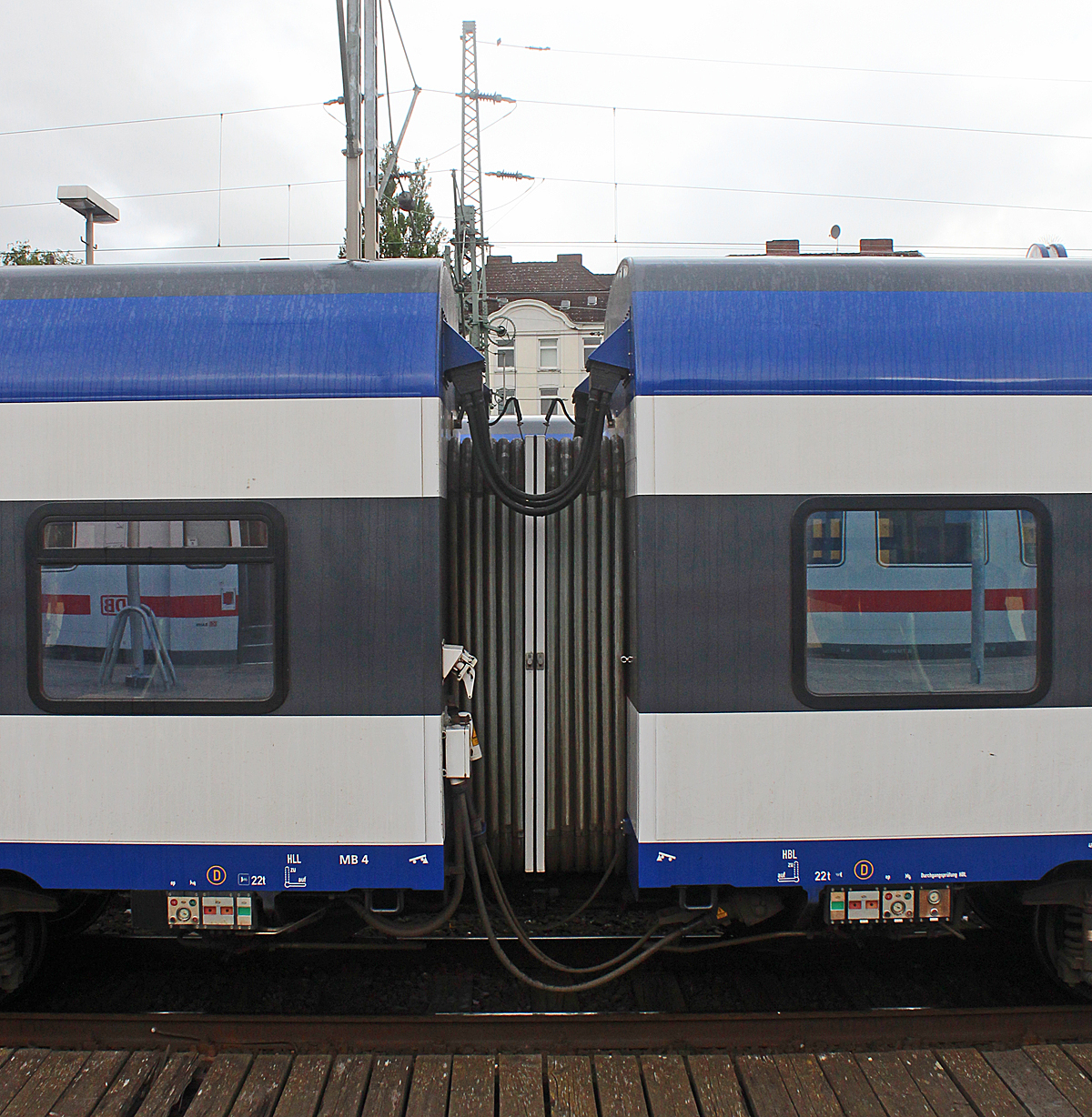
Faltenbalgübergang sowie Versorgungsleitungen zwischen zwei Wagen

Aus den vorhandenen Fahrzeugen kann als kleinste betriebsfähige Einheit eine 4-teilige Wagengarnitur aus je einem End- und Steuerwagen sowie zwei Mittelwagen mit Energieversorgungsanlage gebildet werden. Darüber hinaus können bis zu 3 Paare aus je einem Mittelwagen mit und einem Mittelwagen ohne Energieversorgung eingereiht werden. Prinzipiell ist auch das Einreihen weiterer Mittelwagen mit Energieversorgungsanlage ohne angeschlossene zu versorgende Wagen möglich, jedoch aufgrund der aufeinander abgestimmten Stückzahlen nicht sinnvoll.
Alle Wagen sind in der Regel festen Zügen zugeteilt, welche als Marschbahngarnituren (MB) bezeichnet werden, gefolgt von einer Zugnummer (1 bis 15). Diese Nummern werden den Wagen zusätzlich zu ihrer Wagennummer außen angeschrieben.
In der Regel wurden bei der NOB 4- und 6-Wagen-Züge gebildet. Zeitweise kam beim Hamburg-Köln-Express (HKX) eine 5-teilige Garnitur zum Einsatz, welche aus einer 4-teiligen Garnitur gebildet wurde, die wiederum um einen unbeschädigten Mittelwagen der am 13. Januar 2012 bei Langenhorn verunglückten Marschbahngarnitur verstärkt wurde.

## Einsatz

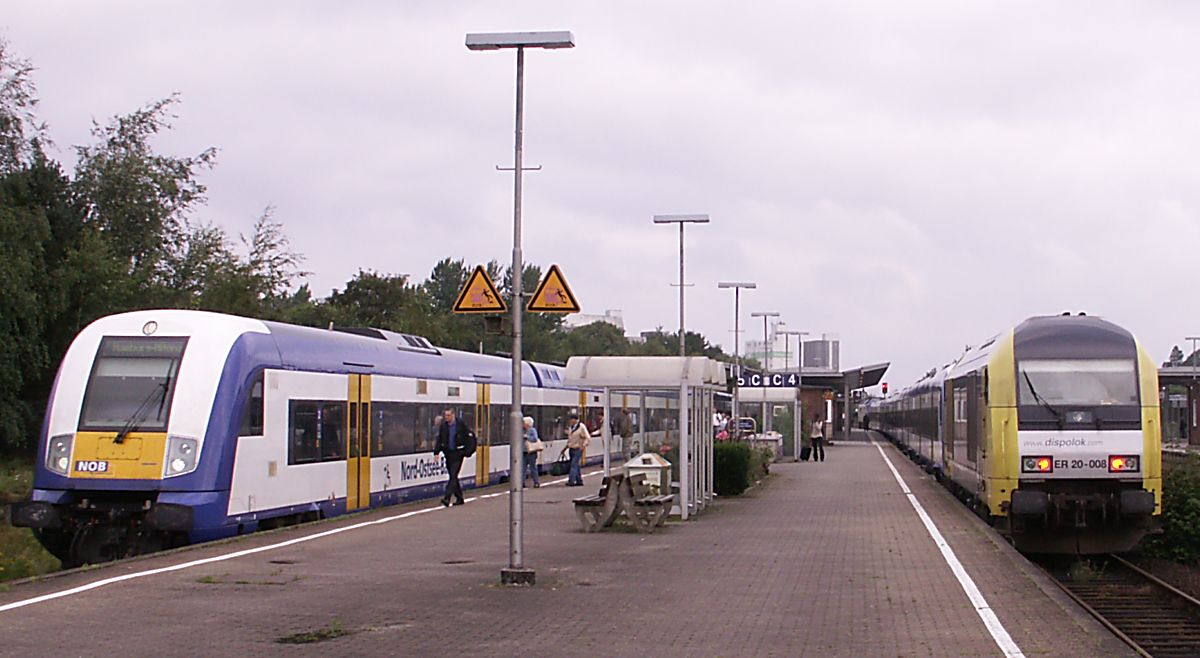
Zugkreuzung in Husum

Seit dem Fahrplanwechsel im Dezember 2005 werden die Wagen auf der inzwischen als RE 6 bezeichneten Linie Hamburg – Westerland (Sylt) eingesetzt. Planmäßig werden 6-Wagen-Züge eingesetzt, welche bei Bedarf jeweils durch eine weitere 4-Wagen-Garnitur oder mit einer weiteren 6-Wagen-Garnitur verstärkt werden kann. Zeitweise kommen auch ältere Schnellzugwagen als Verstärkung zum Einsatz. Einem Married-Pair-Wagenzug, der aus einer 6-Wagen-Garnitur besteht, kann eine weitere 4-Wagen- bis 6-Wagen-Garnitur angehängt werden. Die Married-Pair-Wagenzüge werden in Einzeltraktion mit 6 Wagen als auch in Doppeltraktion mit 10 bis 12 Wagen auf der Linie RE6 eingesetzt. Selten erfolgt dabei die Zugbildung mit der Lok in der Zugmitte. In jedem Fall ist ein Übergang zwischen den einzelnen Zugteilen nicht möglich, da die Endwagen am Ende mit den regulären Zug- und Stoßvorrichtungen über keinen Wagenübergang verfügen. Die Bespannung erfolgt mit Diesellokomotiven der Typen Siemens ER 20 (Baureihe 223) und MaK DE 2700 (Baureihe 251). Ab Dezember 2015 sollten neu beschaffte Dieselloks des Typs Bombardier TRAXX DE ME (Baureihe 245.2) die Bespannung übernehmen, wozu jedoch Anpassungen an den Steuerwagen erforderlich waren. Der alleinige Betrieb mit den neuen Lokomotiven konnte aufgrund von immer wieder auftretenden technischen Problemen bis heute nicht erreicht werden.
Zwischen 2006 und 2014 verkehrten die beiden auf eigene Rechnung beschafften Garnituren als privater Fernverkehrszug des InterConnex zwischen Leipzig und Warnemünde. Zum Fahrplanwechsel im Dezember 2014 wurde die Linie mangels Nachfrage eingestellt.
Seit 2012 waren immer wieder Garnituren an den Hamburg-Köln-Express vermietet, darunter zeitweise auch eine 5-Wagen-Garnitur.
Im November 2016 mussten alle 90 Wagen infolge von Rissen an den Kupplungen auf Beschluss des Eisenbahnbundesamtes abgestellt werden.
Zum Fahrplanwechsel im Dezember 2016 übernahm die Regionalbahn Schleswig-Holstein nach gewonnener Ausschreibung wieder die Betriebsführung auf der Marschbahn. Seitdem sind alle Married-Pair-Wagen buchmäßig in Kiel beheimatet, ihr Heimatwerk erreichen die Wagen planmäßig jedoch nicht. Die Wartung wird im Wagenwerk Hamburg-Langenfelde der DB Fernverkehr AG und im Ausbesserungswerk Neumünster durchgeführt. Das Angebot der Nord-Ostsee-Bahn, die 2005 eröffnete Werkstatt in Husum zu nutzen, wurde aufgrund mangelnder Wirtschaftlichkeit abgelehnt.

## Kupplungsprobleme und vollständige Abstellung im Herbst 2016
Am 6. Oktober 2016 kam es bei einem Zug der Marschbahn bei Elmshorn zu einer Zugtrennung infolge von zunächst unbekannten Mängeln an einer der Schalenmuffenkupplungen zwischen den Wagen. Bei der anschließenden Untersuchung wurden an mehreren Kupplungen Risse festgestellt, woraufhin der gesamte Fahrzeugbestand zur Überprüfung in die Werkstatt einrücken musste. Auch bei weiteren Fahrzeugen wurden Auffälligkeiten festgestellt, woraufhin das Eisenbahnbundesamt zum 11. November bis auf weiteres die Betriebserlaubnis der Wagen entzog. Zwischenzeitlich kamen im Ersatzverkehr zwischen Hamburg und Sylt herkömmliche Reisezugwagen zum Einsatz, die aus dem gesamten Bundesgebiet zusammengezogen wurden.
Nachdem im Februar 2017 ein Gutachten über das Ausmaß der Beschädigungen und zur Reparatur vorlag, konnten im April die ersten instandgesetzten Wagen wieder in Betrieb genommen werden. Die Reparatur der übrigen Wagen zog sich indes aufgrund begrenzter Ersatzteile und Werkstattkapazitäten über das gesamte Jahr 2017 hin. Weitere auftretende technische Störungen an Lokomotiven und Wagen machten den Ersatzverkehr mit älteren Fahrzeugen noch bis ins Jahr 2018 hin erforderlich.

## Farbgebung

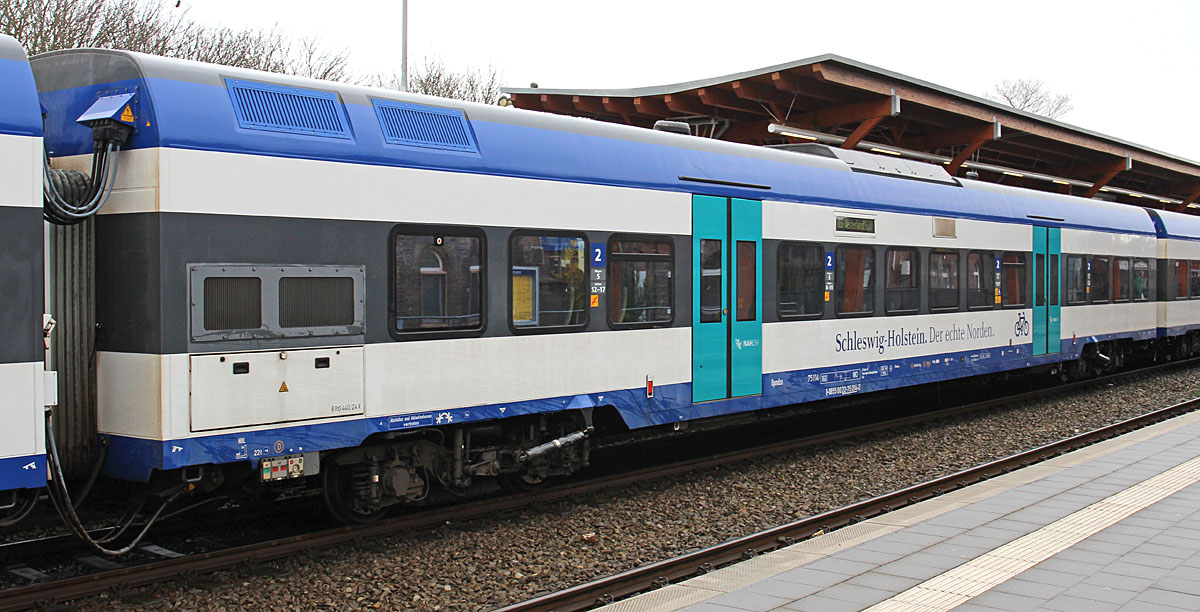
Married-Pair-Wagen in der Farbgebung nach Umfärbung der Türen in türkis

Alle Wagen wurden in den Hausfarben der Nord-Ostsee-Bahn mit der Grundfarbe Weiß bzw. Lichtgrau, blauen Streifen im Dachansatz und im Rahmenbereich sowie gelben Türen und grauem Fensterband abgeliefert.
Im Rahmen der Reparatur der Kupplungen erfolgte eine Neufärbung der Türen in Türkis in Anlehnung an das Farbkonzept des Nahverkehrsverbundes Schleswig-Holstein (NAH.SH).

## Modernisierung
Im September 2023 begann Alstom Transport Deutschland im Auftrag des Landes Schleswig-Holstein mit einer Modernisierung mit geplantem Abschluss Ende 2025. Dabei wird die Außenfarbgebung erneuert und an die Farbgebung von NAH.SH angepasst. Zudem wurde der Innenraum durch LED-Beleuchtung, Steckdosen in der 1. und 2. Klasse, ein neues Fahrgastinformationssystem, geänderte Rollstuhlstellplätze und Wickelablagen in den Steuerwagen sowie eine Neugestaltung der Sitze und des Fußbodens deutlich verändert. Die erste Wagengarnitur (MB 4) war Mitte 2024 in der neuen Farbgebung  und wurde im Oktober 2024 öffentlich vorgestellt
und erstmals am 13. Dezember 2024 eingesetzt.